# 有賀長雄
有賀 長雄（ありが ながお、1860年11月13日（万延元年10月1日） - 1921年（大正10年）6月17日）は、日本の法学者・社会学者。専門は国際法。学位は、法学博士及び文学博士。姓は「あるが」とも。
生前、1909年に日本人初のノーベル平和賞の候補に挙がっていたものの、受賞を逸している。

## 経歴
摂津国大坂（現在の大阪府大阪市）で代々歌道を生業とする家系に生まれ、大阪英語学校・開成学校を経て明治15年（1882年）7月10日に東京大学文学部哲学科を卒業。東大在学中には学資稼ぎに成立学舎で教師もしていた。東京大学御用掛、同文学部准助教授、元老院御用掛、兼東京大学御用掛などを経て、明治19年（1886年）6月4日、元老院書記官となり、同年11月からヨーロッパに留学し、ドイツのベルリン大学で勉強、次いでオーストリアでウィーン大学教授ローレンツ・フォン・シュタインに国法学を学ぶ。
明治21年（1888年）6月20日に帰国し、明治22年（1889年）5月7日に枢密院書記官となり首相秘書官も兼ね、内閣に勤務しながら著述活動も展開。明治25年（1892年）に農商務省特許局長に転属、日清戦争、日露戦争には法律顧問として従軍し、ハーグ平和会議には日本代表として出席している。その後陸軍大学校、海軍大学校、東京帝国大学、慶應義塾大学、早稲田大学などで憲法、国際法を講じた。
明治36年（1903年）、帝室制度調査局副総裁伊東巳代治から総裁伊藤博文への推薦により同局御用掛となり、皇室の制度化と天皇の政治関与の抑制、および首相の権限強化と軍部の牽制を趣旨として未完成の皇室典範補完の調査を進め、明治40年（1907年）の皇室典範増補と公式令公布に全力を尽くした（ただし、同年の軍部の反発で軍令が公布、軍部を抑える目的は挫折した）。また、同年末に清の憲法調査団が来日した際、伊藤の斡旋で明治41年（1908年）2月から翌明治42年（1909年）7月まで講義を行っている。
大正元年（1912年）、恩賜賞を受賞。大正2年（1913年）に大隈重信の推薦で中華民国大総統袁世凱の法律顧問となり、袁世凱の帝政運動を擁護。大正4年（1915年）に日本が袁世凱に突きつけた対華21カ条要求には反対したが、逆に対中強硬論者からの攻撃を受けて早稲田や東大などの教職を去った。大正10年（1921年）、脳溢血のため60歳で死去。墓は東京都港区の青山霊園。

## 著書
- 『社会学』（1883年 - 1884年） - 日本初の体系的な社会学的著作として知られる。
- 『国家学』（1889年）
- 『須多因氏講義』（1889年） - 海江田信義編。ローレンツ・フォン・シュタインの講義を通訳して出版。
- 『行政学』（1890年）
- 『日本古代法釈義』（1893年）
- 『日清戦役国際法論』（1896年） - フランス人国際法学者ポール・フォーシーユ（Paul Fauchille）による序文付[10]
- 『La Croix-Rouge en Extrême Orient : exposé de l'organisation et du fonctionnement de la Société de la Croix-Rouge du Japon』（1900年）（フランス語）[11]
- 『日露陸戦国際法論』（1911年）

## 年譜
- 1898年（明治31年）- 『外交時報』を創刊する[12]。

## 栄典
位階
- 1886年（明治19年）11月27日 - 正七位
- 1891年（明治24年）12月5日 - 従六位[13]
- 1921年（大正10年）6月17日 - 従四位[14]

勲章等
- 1895年（明治28年）12月25日 - 勲四等旭日小綬章[15]
- 1899年（明治32年）12月27日 - 勲三等瑞宝章[16]
- 1921年（大正10年）6月17日 - 勲二等瑞宝章[14]

## 親族
- 父：有賀長隣 - 有賀家7代目当主、高踏派歌人
- 弟：有賀長文 - 三井合名常務理事。東京帝国大学法科大学政治学科卒業後、貴族院書記官、農商務省参事官、同省局長を歴任、退官後三井に招かれた[17]。
- 妹：国子 - 京都帝国大学医学大学初代学長・坪井次郎の妻[17]